# 커스터드 타르트
커스터드 타르트(영어: custard tart) 또는 에그 타르트(영어: egg tart)는 페이스트리 반죽으로 만든 타르트 셸에 커스터드를 채운 타르트 또는 타르틀레트이다.

## 종류

### 유럽
영국에서는 에그 커스터드 타르트(egg custard tart)나 단순히 에그 커스터드(egg custard)로 불리는 커스터드 타르트가 인기 있다.
포르투갈의 파스텔 드 나타(pastel de nata)는 도스 콘벤투알(수도원 간식)의 하나로, 전 세계에서 인기가 있다.
프랑스에서는 플랑 파티시에(flan pâtissier)를 먹는다.

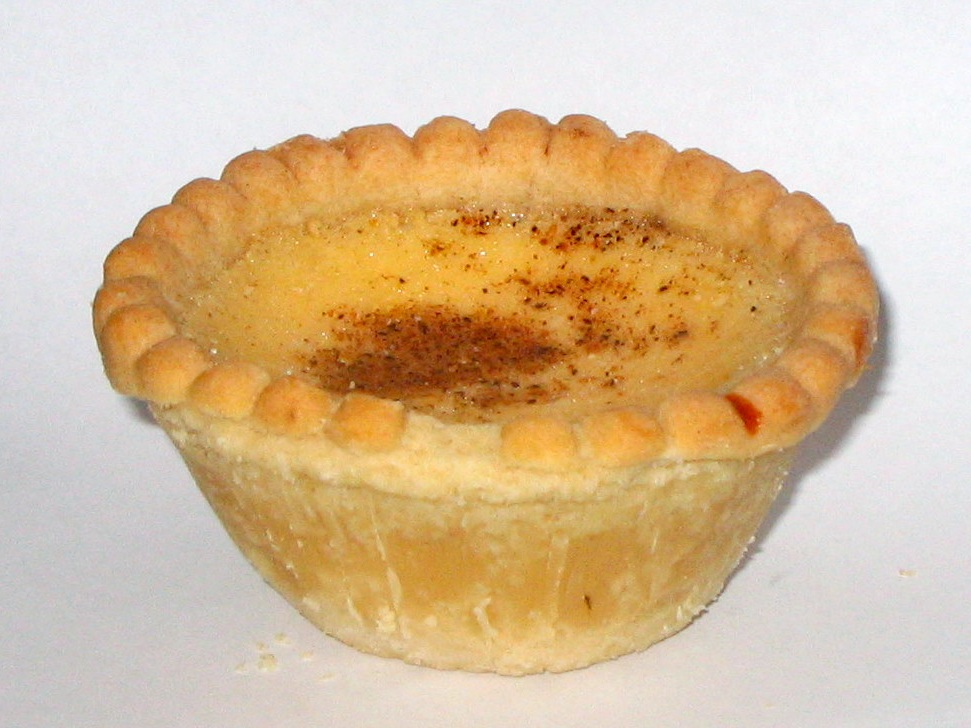
에그 커스터드 (영국)
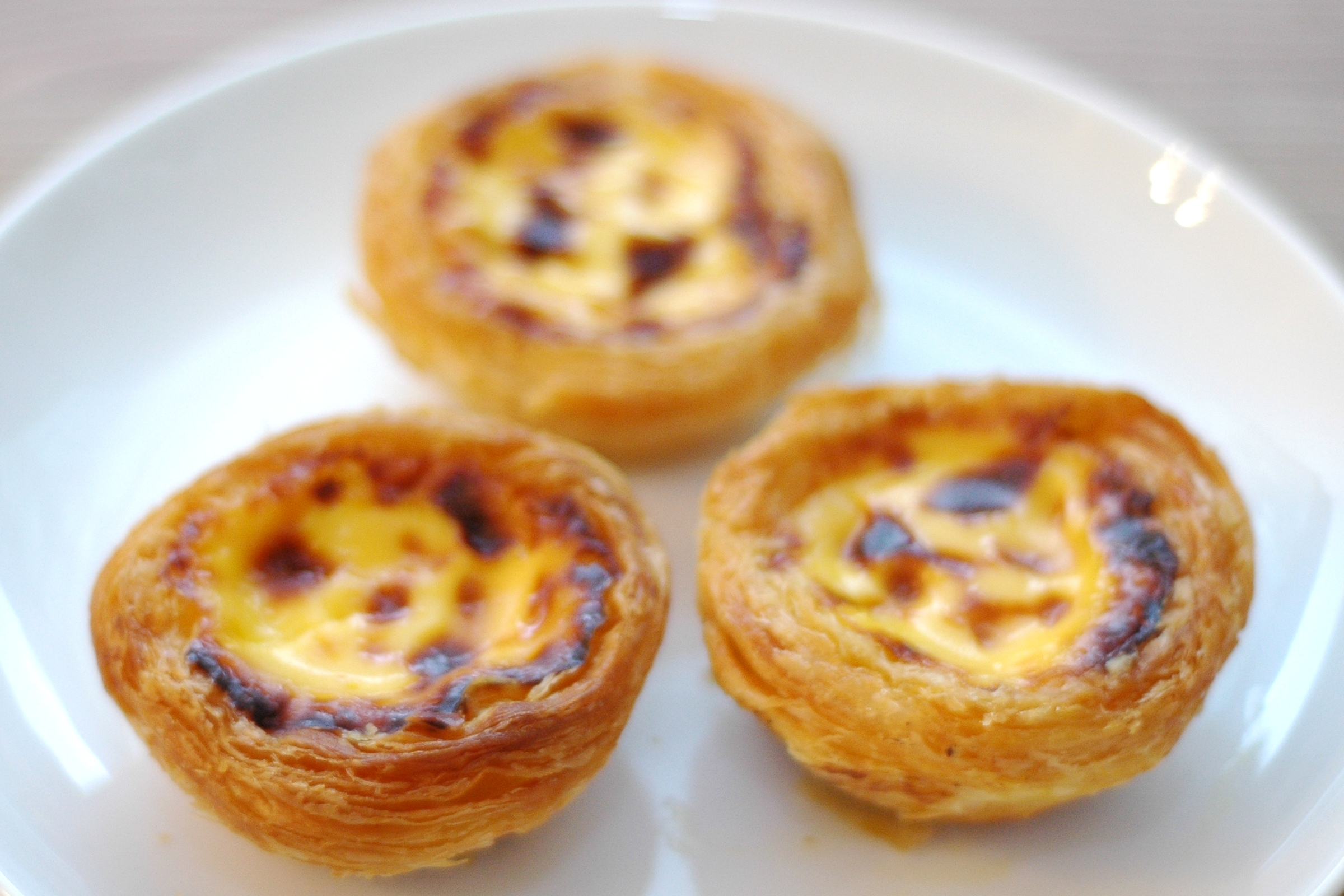
파스텔 드 나타 (포르투갈)
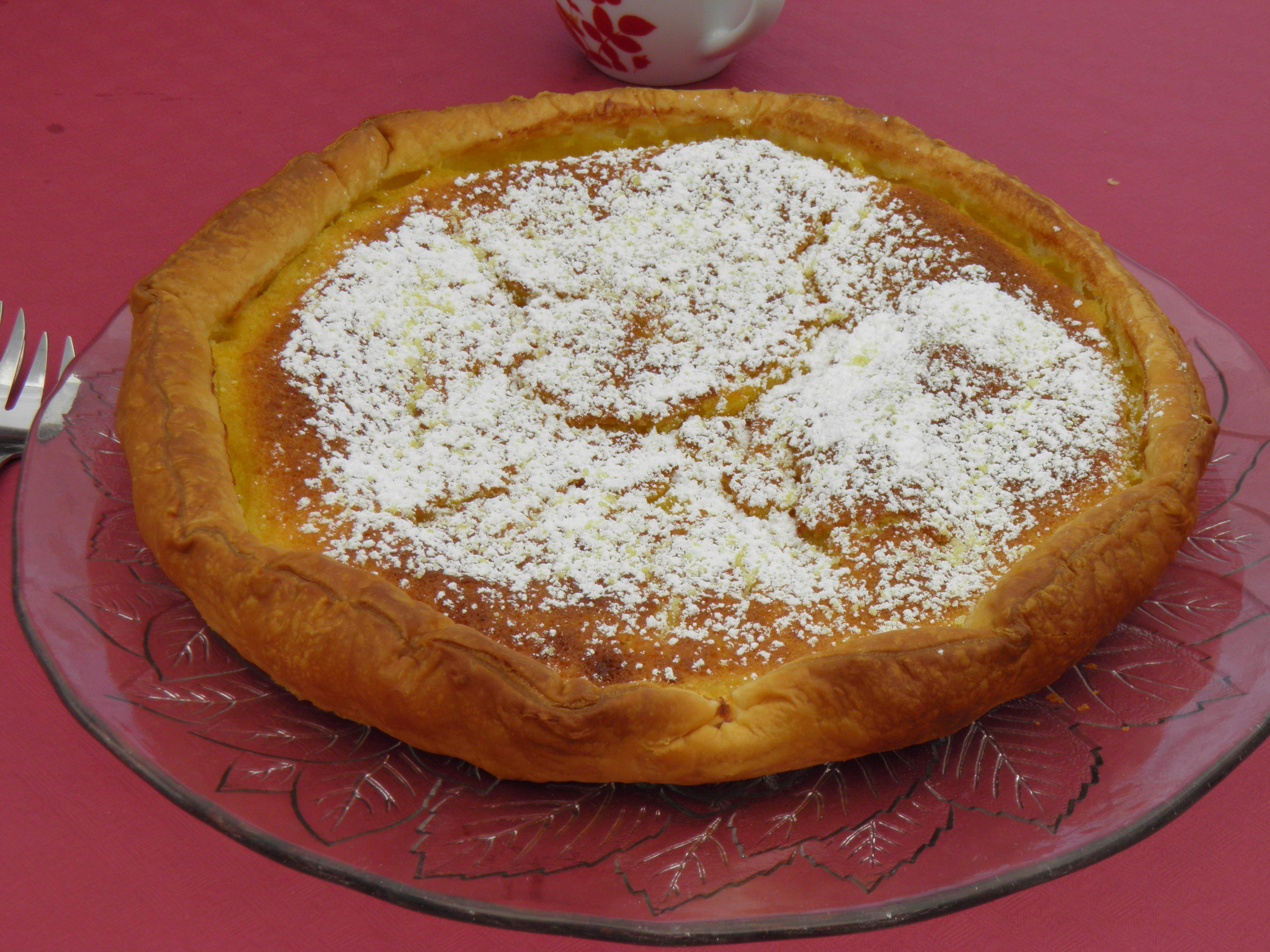
플랑 파티시에 (프랑스)

### 아시아
인도네시아에서는 파이 수수(pai susu)를 먹는다. "우유 파이"라는 뜻이며, 속이 커스터드와 연유로 채워져 있다.
중국 광둥 지역과 홍콩, 마카오에서는 단탓(蛋撻)을 먹는다. 포르투갈의 파스텔 드 나타에서 영향을 받아 발전한 음식이며, 영어 이름인 에그 타르트(egg tart)로도 알려져 있다.

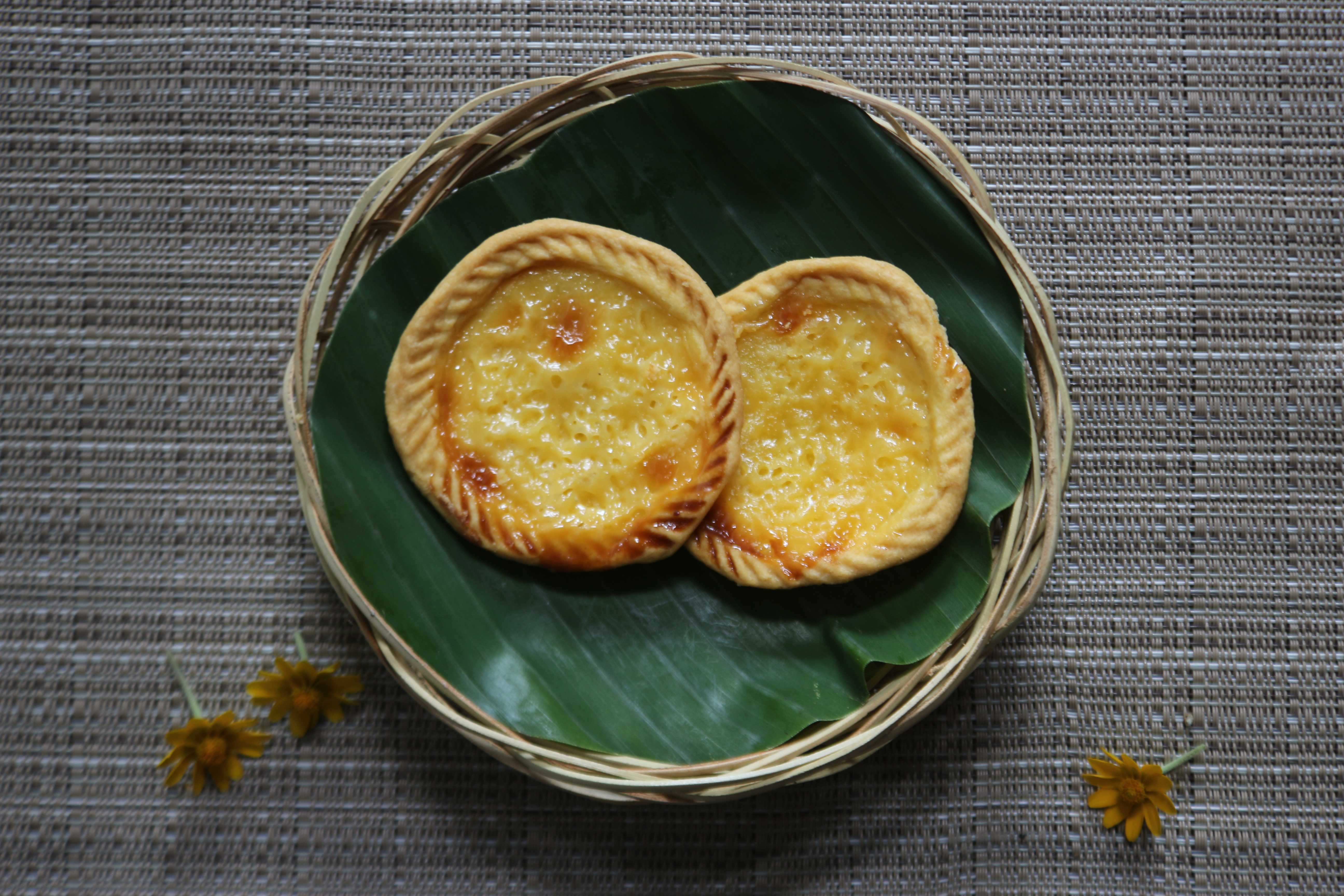
파이 수수 (인도네시아)
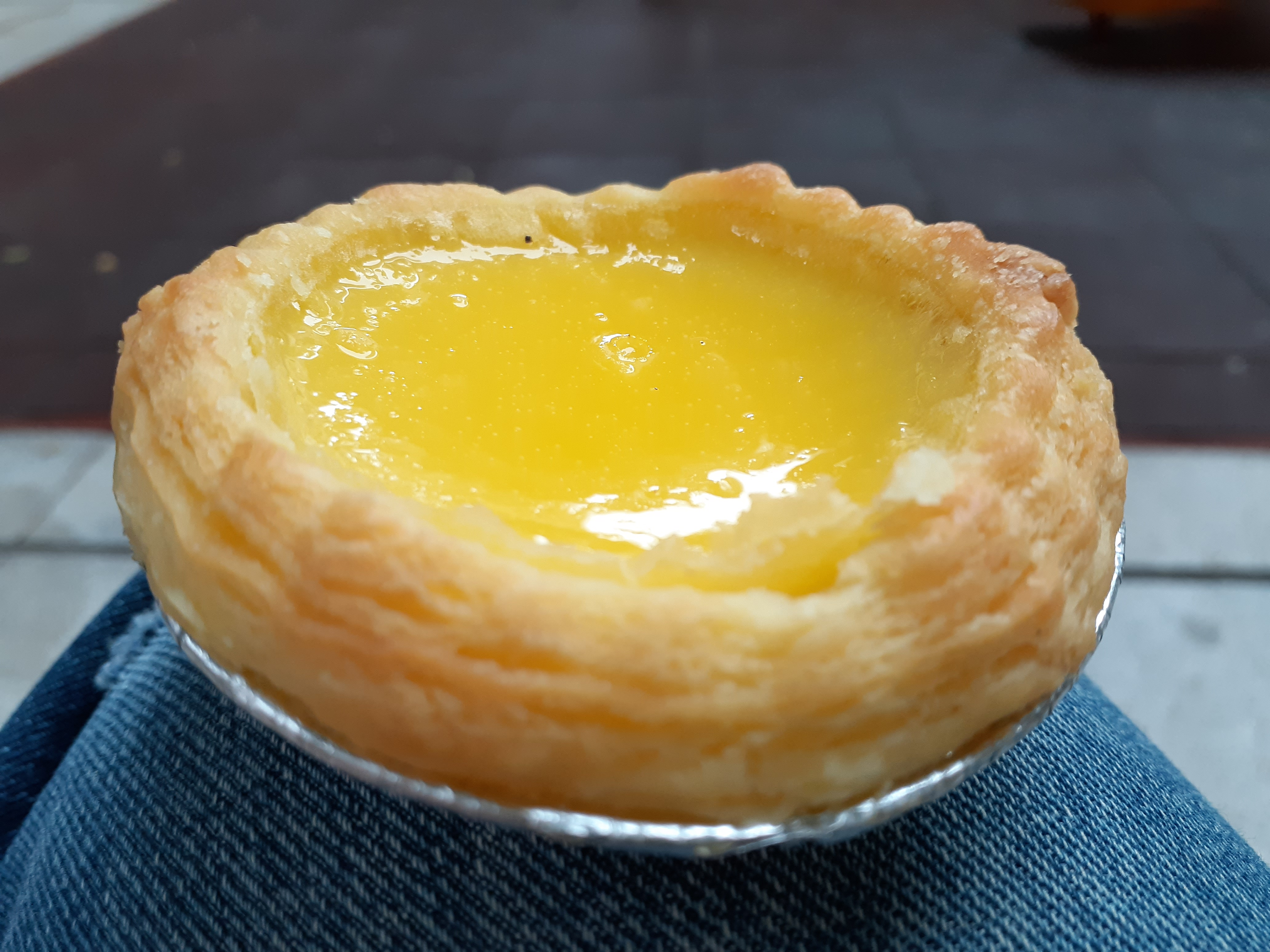
단탓 (홍콩)

### 아프리카
남아프리카 공화국에서는 멜크테르트(melktert)를 먹는다. "우유 타르트"라는 뜻이며, 속이 우유가 많이 들어간 커스터드로 채워져 있다.

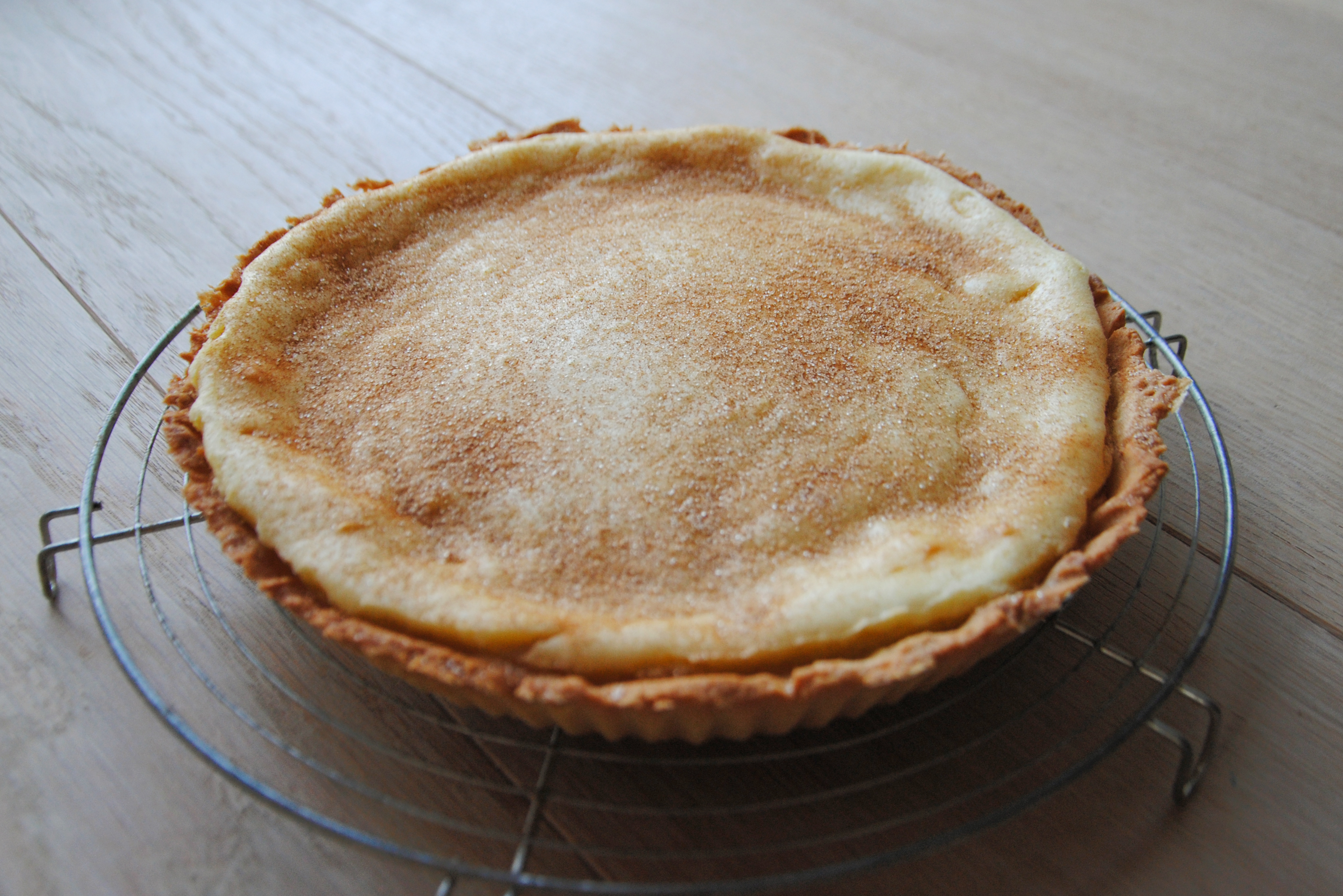
멜크테르트(영어판) (남아공)